# Bambecque
Bambecque (tiếng Hà Lan: Bambeke) là một xã của tỉnh Nord, thuộc vùng Hauts-de-France, miền bắc nước Pháp.